# 名古屋型
名古屋型（なごやがた）は、愛知県名古屋市を中心とする尾張地方広域に分布する山車の形式の一つである。名古屋型山車の略称。広義では名古屋を中心とした愛知県西部の山車全てを指すが、形態の特徴から「知多型」・｢犬山型｣・「津島七切型」・「岩倉型」と分別することもある。

## 概要
元和5年（1619年）に名古屋東照宮祭礼のために建造されたものを元に、主に現在の名古屋市域で広がっていった、東海地方の山車形態の一つである。名古屋市域外にあっても、尾張藩の要所においてはこの形態の山車を持つ。例えば知多型が主流である知多半島においても、横須賀代官所のあった東海市の尾張横須賀祭りや、同代官所の支配地であった常滑市北部の大野祭りでは名古屋型の山車を用いる。逆に、大里村（現在の東海市大田地区）では、尾張藩の影響が少なかったためか、横須賀町方と同時期に山車祭りを始めたものの、当初より現在に至るまで知多型の山車のみを所有している。

## 構造的特長
名古屋型の基本構造は、『「台輪（だいわ）」・「胴山（どうやま・堂山とも）」・「前棚」』と『「上山」』からなる2層構造である。また、台輪は外輪式である。個別の差はあるが、おおよその大きさは全幅約2～3m、全長約7m、最低高約4m、最高高約6m程度。

### 台輪
名古屋型の山車は、駆動部に台輪を置く構造をしており、台輪の外側に車輪を取り付ける外輪式である。車輪は合成した木材の外側に鉄輪をはかせる方式であり、山車形態の似た知多型に比べ、車輪の直径が大きい。また、車輪が外に出ている分、危険であるため、輪懸を設置している。

### 胴山
胴山は、山車中央部に位置し、四方の大幕で隠れた部分と、その上部周辺をさす。主に囃子方が乗る。四方下部の格子は可動式で、跳ね上げることができる。なお、胴山上部と上山高欄の間には、彫刻等が設置される。

### 上山
山車の最上部に位置する。主にからくり人形を披露する場であるとともに、電線などの対空警備に当たる役職が乗る場所である。

### 前棚
上山の一段下がった前部に位置する。采振り人形と呼ばれるからくり人形が置かれる。

## 彫刻
同じ尾張地方の知多型の山車に比べ、彫刻は圧倒的に少ない。

## 人形
大半の名古屋型の山車ではからくり人形が据えられている。からくり人形は上山と前棚に置かれ、前棚には采振り人形と呼ばれるものが置かれる。

## 幕
名古屋型の山車は、胴山四方に大幕が、その上部に水引幕がかけられている。
布は多くがフェルト・羅紗生地であり、配色は大多数が猩々緋である。
水引幕は白が多い。幕は刺繍が施されることが多く金糸によるものも少なくない。
とくに、大幕の内、山車前面には、町名や山車名が縫われる。